# Mesochernes australis
Mesochernes australis är en spindeldjursart som beskrevs av Cândido Firmino de Mello-Leitão 1939. 
Mesochernes australis ingår i släktet Mesochernes och familjen blindklokrypare. Inga underarter finns listade i Catalogue of Life.